# Metaphycus stanleyi
Metaphycus stanleyi är en stekelart som beskrevs av Compere 1940. Metaphycus stanleyi ingår i släktet Metaphycus och familjen sköldlussteklar. Inga underarter finns listade i Catalogue of Life.